# Stirellus torresi
Stirellus torresi är en insektsart som beskrevs av Rauno E. Linnavuori 1959. Stirellus torresi ingår i släktet Stirellus och familjen dvärgstritar. Inga underarter finns listade i Catalogue of Life.